# План Даллеса
План Да́ллеса, або Доктри́на Да́ллеса — фальшиве радянське пропагандистське кліше; згідно з популярними в СРСР та Росії теоріями змов, план дій США проти СРСР, нібито складений під час Холодної війни, що полягав у прихованому моральному розкладанні населення СРСР. Авторство плану радянська пропаганда приписувала Аллену Даллесу, главі ЦРУ в 1953—1961 роках. Метою цього плану нібито було знищення СРСР методами пропаганди, націленої на роз'єднання національностей і соціальних груп, втрату традицій, моральних цінностей, моральний розлад населення країни. У вигляді, який цитують прихильники його автентичності, «План Даллеса» ніде не був опублікований, а англомовний оригінал цього тексту ніколи не був представлений. Текст, який приписують Даллесу, вперше з'явився в російській пресі на початку 1990-х років і є добіркою фрагментів роману Анатолія Іванова «Вічний поклик» у редакції 1981 року.

## Головні ідеї
«План Даллеса» зазвичай приписують Аллену Даллесу, директору ЦРУ в 1953—1961 роках. Даллес нібито виступав з промовою перед Конгресом США в 1945 році, де описав як США могли б підірвати вплив СРСР шляхом розбещення радянського народу та пропагування різних пороків. Крім того, «Планом Даллеса» іноді ще називають Директиву 20/1 Ради національної безпеки, яка встановлює стратегічні цілі пріоритетів щодо СРСР на випадок військової перемоги США над Радянським Союзом: послаблення СРСР, надання незалежності Балтійським державам та автономії деяким етнічним меншинам. Директиву насправді підготував не Аллен Даллес, а Джордж Кеннан.
«План Даллеса», згідно з пропонованим прибічниками його автентичності текстом, полягає в тому, щоб за допомогою «однодумців, своїх помічників та союзників у самій Росії… втовкмачувати в людську свідомість культ сексу, насильства, садизму, зради — словом, всілякої аморальності…». У цій зіпсованій версії Росії «бюрократична тяганина буде піднесена як чеснота. Чесність і порядність висміюватимуть як нікому не корисні анахронізми». Вся країна буде доведена до морального розкладу: «Хамство і зухвалість, брехня і обман, пияцтво і наркоманія, тваринний страх перед усіма і всім, непристойність, зрада, націоналізм і міжнаціональна боротьба, а перш за все ненависть до російського етносу: ми все це будемо вирощувати, тихо і вміло».
| | Посіявши в Росії хаос, — сказав 1945 року американський генерал Аллен Даллес, керівник політичної розвідки США в Європі, який згодом став директором ЦРУ, — ми непомітно підмінимо їхні цінності на фальшиві і змусимо їх у ці фальшиві цінності вірити. Як? Ми знайдемо своїх однодумців, своїх помічників та союзників у самій Росії. Епізод за епізодом розігруватиметься грандіозна за своїм масштабом трагедія загибелі найнепокірнішого на землі народу, остаточного, незворотного згасання його самосвідомості. З літератури та мистецтва, наприклад, ми поступово витравимо їхню соціальну сутність. Відучимо художників, відіб'ємо в них бажання займатися зображенням, дослідженням тих процесів, які відбуваються в глибині народних мас. Література, театри, кіно — все зображатиме і прославлятиме найнижчі людські почуття. Ми всіляко підтримуватимемо і підніматимемо так званих творців, які стануть насаджувати і втовкмачувати в людську свідомість культ сексу, насильства, садизму, зради — словом, всілякої аморальності. |
| — Варіант із газети «Радянська Росія» 20 лютого 1993 Оригінальний текст (рос.) Посеяв в России хаос, — сказал в 1945 году американский генерал Аллен Даллес, руководитель политической разведки США в Европе, ставший впоследствии директором ЦРУ, — мы незаметно подменим их ценности на фальшивые и заставим их в эти фальшивые ценности верить. Как? Мы найдём своих единомышленников, своих помощников и союзников в самой России. Эпизод за эпизодом будет разыгрываться грандиозная по своему масштабу трагедия гибели самого непокорного на земле народа, окончательного, необратимого угасания его самосознания. Из литературы и искусства, например, мы постепенно вытравим их социальную сущность. Отучим художников, отобьём у них охоту заниматься изображением, исследованием тех процессов, которые происходят в глубине народных масс. Литература, театры, кино — всё будет изображать и прославлять самые низменные человеческие чувства. Мы будем всячески поддерживать и поднимать так называемых творцов, которые станут насаждать и вдалбливать в человеческое сознание культ секса, насилия, садизма, предательства — словом, всякой безнравственности. | |

Анатолію Іванову приписується або певна містична сила, що дозволила дізнатися про наміри Даллеса та викласти їх у романі, або контакти з окремими офіцерами КДБ, які ділилися з ним своїми знаннями про таємні плани ЦРУ.

## Історія
Фрагменти плану вперше сформульовані персонажем роману Анатолія Іванова «Вічний поклик» 1981 року — колишнім жандармським офіцером, а на момент висловлювання штандартенфюрером СС Лахновським, — у репліках у другій частині роману. Сам роман, можливо, був натхненний промовою американського генерала Дамбрайта з роману українського письменника Юрія Дольд-Михайлика «З чорними лицарями» 1965 року. Цей негативний персонаж пропонував поширювати немарксистські ідеї за допомоги вчених, сприяти релігійним сектам, розбещувати молодь і сприяти розколу між молодшим і старшим поколіннями. Роман Іванова, як і «План Даллеса» також могли черпати натхнення в «Бісах» Достоєвського, де аморальний революціонер Верховенський пропонує заохочувати алкоголізм, розпусту та інші пороки, щоб послабити потенційний опір новій революційній диктатурі. «План Даллеса» крім того нагадує фальшиві «Протоколи сіонських мудреців», де начебто описано справжній задум євреїв із захоплення влади в Росії.
Після розпаду СРСР розчарування населення Росії в економічному та політичному становищі зумовило пошуки виправдань насталій ситуації. Небажання широких верств відмовитися від імперського минулого сприяло пошукам уявних ворогів, нібито відповідальних за розпад СРСР. Таким чином скрута і втрата російського впливу вбачалися не наслідком політики самої Росії, а наслідком втручання зовні. Тим самим виправдовувалася «правильність» радянської ідеології, в якій СРСР описувався обложеною фортецею, що відстоює схвалювані населенням цінності.
Вперше текст того, що видавалося за «План Даллеса», був опублікований в одному з виступів митрополита Санкт-Петербурзького і Ладозького Іоанна (Сничева) в газеті «Радянська Росія» 20 лютого 1993 року (за іншою версією «Народна правда» в 1992 році). Пізніше — поетом і публіцистом Борисом Олійником в журналі «Молода гвардія» № 7 (липень) 1993, який у той час редагувався самим Анатолієм Івановим. Текст також багаторазово публікувався в різних газетах лівої і національно-патріотичної спрямованості. «План» також цитувався відомими людьми, такими як Володимир Жириновський, Микита Міхалков, Михайло Задорнов, Наталя Кочанова. У 2016 році Губернатор Самарської області Микола Меркушкін напередодні виборів до Державної думи неодноразово згадував план Даллеса, звинувачуючи у його виконанні політика та громадського діяча Олексія Навального.
З 30 листопада 2016 року текст «Плану Даллеса» в Росії включено до Федерального списку екстремістських матеріалів (пункт 3932).

## Критика
Російський журналіст Олександр Кочуков в опублікованій у 2004 році у «Червоній зірці» статті писав, що КДБ могло використати якісь реальні напрацювання американців, отримані від розвідників або перебіжчиків, і надавши їм «емоційного забарвлення», вкинути в середовище радянських журналістів і письменників, аби обґрунтувати антизахідну політику.
Політолог, фахівець з російсько-американських відносин Микола Злобін пояснював, що «План Даллеса» не міг бути створений в 1940-і, оскільки суперечить тодішній політиці США щодо СРСР. Документ також не міг бути створений самим Даллесом, адже він став директором ЦРУ тільки в 1953 році. Поява тесту «Плану Даллеса» — це «Внутрішньоросійська проблема, пов'язана з тими хворобами, які переживає російська свідомість».